# ديان ريستوفسكي
ديان ريستوفسكي هو لاعب كرة قدم شمال مقدوني في مركز الهجوم، ولد في 1 أغسطس 1973 في إسكوبية في مقدونيا الشمالية. شارك مع منتخب مقدونيا الشمالية لكرة القدم. أما مع النوادي، فقد لعب مع نادي فاردار.

## وصلات خارجية
- ديان ريستوفسكي على موقع قاعدة بيانات كرة القدم.إي يو (الإنجليزية)
- ديان ريستوفسكي على موقع ناشيونال فوتبول تيمز (الإنجليزية)